# 白俄羅斯人口
白俄羅斯的人口數量在二戰期間大幅減少，從1940年的900萬人減少到1951年的770萬人。之後白俄羅斯人口恢復增長，在1999年恢復到1000萬人。在此之後，白俄羅斯人口逐漸減少。2006年至2007年，白俄羅斯人口數為970萬人。白俄羅斯人口正在持續都市化。白俄羅斯曾有接近8成的人口居住在農村，1959年下降至70%，2000年代下降至不到30%。據2014年估計，白俄羅斯有人口9,608,058人。